# Eiconaxius sibogae
Eiconaxius sibogae is een tienpotigensoort uit de familie van de Axiidae. De wetenschappelijke naam van de soort is voor het eerst geldig gepubliceerd in 1925 door De Man.